# 膜叶毛木通
膜叶毛木通（学名：Clematis buchananiana var. vitifolia）为毛茛科铁线莲属下的一个变种。

## 扩展阅读
- 維基物種上的相關：膜叶毛木通